# 카바레

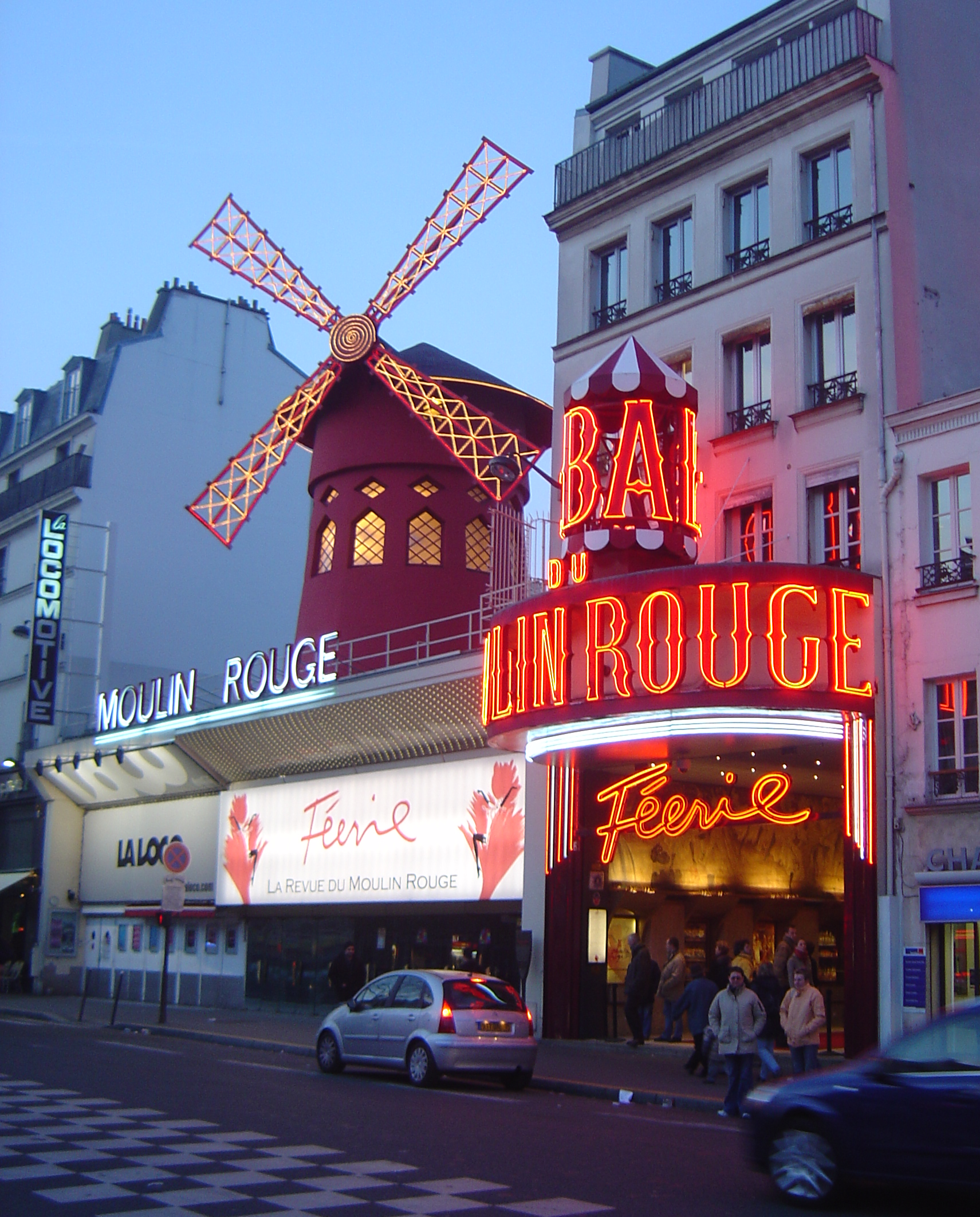
물랭 루주

카바레(cabaret, 프랑스어 발음: [ka.ba.ʁɛ])는 무도장 등의 시설을 갖춘 술집이다. 카바레는 음악, 노래, 춤, 암송 또는 드라마를 특징으로 하는 연극 엔터테인먼트의 한 형태이다. 공연장은 펍, 카지노, 호텔, 레스토랑 또는 공연 무대가 있는 나이트클럽일 수 있다. 종종 식사하거나 술을 마시는 청중의 경우 일반적으로 춤을 추지 않고 테이블에 앉는다. 공연은 주로 사회자 또는 MC에 의해 소개된다. 배우들의 앙상블에 의해 그리고 유럽 기원에 따라 행해지는 엔터테인먼트는 종종(항상 그런 것은 아니지만) 성인 청중을 대상으로 하며 분명히 지하적인 성격을 띤다. 미국에서는 스트립쇼, 풍자극, 드래그 쇼 또는 피아니스트와 함께하는 솔로 보컬리스트뿐만 아니라 이러한 엔터테인먼트를 제공하는 장소가 종종 카바레로 광고된다.

## 저명한 장소
- 크레이지 호스 (카바레): 파리 프랑스
- 물랭 루주: 파리 프랑스

## 저명한 아티스트
- 조세핀 베이커
- 마를레네 디트리히
- 우테 렘퍼
- 어사 키트
- 에디트 피아프
- 티노 로시

## 같이 보기
- 카바레 (영화)